# رده‌بندی امتیازی در جیرو دیتالیا
رده‌بندی امتیازی در جیرو دیتالیا یکی از رده‌بندی‌های ثانویهٔ جیرو دیتالیا است. جایگاه‌های این رده‌بندی بر پایهٔ امتیازات به دست آمده در مراحل روزانه و بدون توجه به فاصله‌های زمانی مشخص می‌شود. از سال ۱۹۶۷ تا ۱۹۶۹ رهبر این رده‌بندی پیراهن قرمز به تن می‌کرد. ولی از سال ۱۹۷۰ به بعد، به پیراهن بنفش (ایتالیایی: maglia ciclamino) تغییر یافت. نام رنگ این پیراهن در زبان ایتالیایی از گل نگون‌سار که در آلپ می‌روید، گرفته شده‌است. پیراهن قرمز در سال ۲۰۱۰ دوباره بازگشت؛ ولی در آوریل ۲۰۱۷ برگزار کنندگان جیرو اعلام کردند که پیراهن بنفش برای جیروی ۲۰۱۷ احیا می‌شود.

## تاریخچه
نخستین رده‌بندی امتیازی جیرو در سال ۱۹۵۸ به کار گرفته شد. برندهٔ هر مرحله ۱۵ امتیاز کسب می‌کرد و نفر پانزدهم یک امتیاز به دست می‌آورد. این رده‌بندی در سال بعد، منسوخ شد. سیستم امتیازی در سال ۱۹۶۶ دوباره تعریف شد و در سال بعد، پیراهن قرمز برای آن معرفی شد. از سال ۱۹۶۹ رنگ آن به بنفش تغییر یافت.
امتیازات به نخستین کسانی که یک مرحله را به پایان برسانند داده می‌شود و فاصلهٔ زمانی تأثیری در میزان آن ندارد. همچنین به کسانی که جلوتر از سایر رکابزنان از اسپرینت‌های میانی بگذرند نیز امتیازاتی داده می‌شود. مسابقهٔ جداگانه‌ای برای اسپرینت‌های میانی نیز وجود دارد که نام آن در سال‌های مختلف تغییر می‌کند و برندهٔ آن پیراهن آبی به تن می‌کند.
رکورد بیشترین پیروزی رده‌بندی امتیازی با ۴ پیروزی در اختیار جوزپه سارونی و فرانچسکو موزر است.

## قانون فعلی
در سال‌های ۲۰۰۹ تا ۲۰۱۳ برندهٔ هر مرحله ۲۵ امتیاز کسب می‌کرد، نفر دوم و سوم به ترتیب ۲۰ و ۱۶ امتیاز می گرفتند و به نفر پانزدهم ۱ امتیاز داده می‌شد. در هر مرحله اسپرینت میانی نیز قرار داده می‌شد که برندهٔ آن ۸ امتیاز می‌گرفت و نفر ششم یک امتیاز کسب می‌کرد.
این قانون در سال ۲۰۱۴ تغییر کرد و بر پایهٔ آن، سه سطح مرحله وجود دارد. سطح نخست، مرحلهٔ مسطح است که به ۲۰ رکابزن برتر از ۵۰ تا ۱ امتیاز داده می‌شود. در مراحل سطح دوم ۱۵ نفر برتر، ۲۵ تا ۱ امتیاز کسب می‌کنند و در مراحل سطح سوم، ۱۰ نفر اول، ۱۵ تا ۱ امتیاز به دست می‌آورند. امتیازات اسپرینت‌های میانی نیز در مقیاس مشابهی داده می‌شود.
اگر امتیاز دو یا چند رکابزن با هم برابر باشد، رده‌بندی بر پایهٔ تعداد پیروزی‌های مرحله‌ای، سپس تعداد پیروزی‌های اسپرینت میانی و سپس کمترین زمان در رده‌بندی اصلی تعیین می‌شود.

## برندگان چندگانه
تا سال ۲۰۱۶، ۹ رکابزن توانسته‌اند در بیش از یک دورهٔ جیرو برندهٔ رده‌بندی امتیازی شوند:
| رکابزن                 | تعداد | سال                    |
| ---------------------- | ----- | ---------------------- |
| فرانچسکو موزر (ITA)    | ۴     | ۱۹۷۶، ۱۹۷۷، ۱۹۷۸، ۱۹۸۲ |
| جوزپه سارونی (ITA)     | ۴     | ۱۹۷۹، ۱۹۸۰، ۱۹۸۱، ۱۹۸۳ |
| ماریو چیپولینی (ITA)   | ۳     | ۱۹۹۲، ۱۹۹۷، ۲۰۰۲       |
| روژه دفلامینک (BEL)    | ۳     | ۱۹۷۲، ۱۹۷۴، ۱۹۷۵       |
| یوهان فن در ولده (NED) | ۳     | ۱۹۸۵، ۱۹۸۷، ۱۹۸۸       |
| پائولو بتینی (ITA)     | ۲     | ۲۰۰۵، ۲۰۰۶             |
| فرانکو بیتوسی (ITA)    | ۲     | ۱۹۶۹، ۱۹۷۰             |
| ادی مرکس (BEL)         | ۲     | ۱۹۶۸، ۱۹۷۳             |
| جاکومو نیتزولو (ITA)   | ۲     | ۲۰۱۵، ۲۰۱۶             |